# Trochanteria rugosa
Trochanteria rugosa är en spindelart som beskrevs av Cândido Firmino de Mello-Leitão 1938. 
Trochanteria rugosa ingår i släktet Trochanteria och familjen Trochanteriidae. Inga underarter finns listade i Catalogue of Life.